# Dåasen
Dåasen är en sjö i Ljusdals kommun i Hälsingland och ingår i Ljusnans huvudavrinningsområde. Sjön är 23,7 meter djup, har en yta på 7,32 kvadratkilometer och är belägen 356 meter över havet. Sjön avvattnas av vattendraget Dåasån (Mångån). Vid provfiske har bland annat abborre, bergsimpa, gädda och lake fångats i sjön.

## Delavrinningsområde
Dåasen ingår i det delavrinningsområde (684855-147199) som SMHI kallar för Utloppet av Dåasen. Medelhöjden är 386 meter över havet och ytan är 25,64 kvadratkilometer. Räknas de 13 avrinningsområdena uppströms in blir den ackumulerade arean 116,28 kvadratkilometer. Dåasån (Mångån) som avvattnar avrinningsområdet har biflödesordning 4, vilket innebär att vattnet flödar genom totalt 4 vattendrag innan det når havet efter 179 kilometer. Avrinningsområdet består mestadels av skog (60 procent). Avrinningsområdet har 7,32 kvadratkilometer vattenytor vilket ger det en sjöprocent på 28,5 procent.

## Fisk
Vid provfiske har följande fisk fångats i sjön:
- Abborre
- Bergsimpa
- Gädda
- Lake
- Mört
- Sik
- Siklöja